# Palazzo Orsini (Pitigliano)

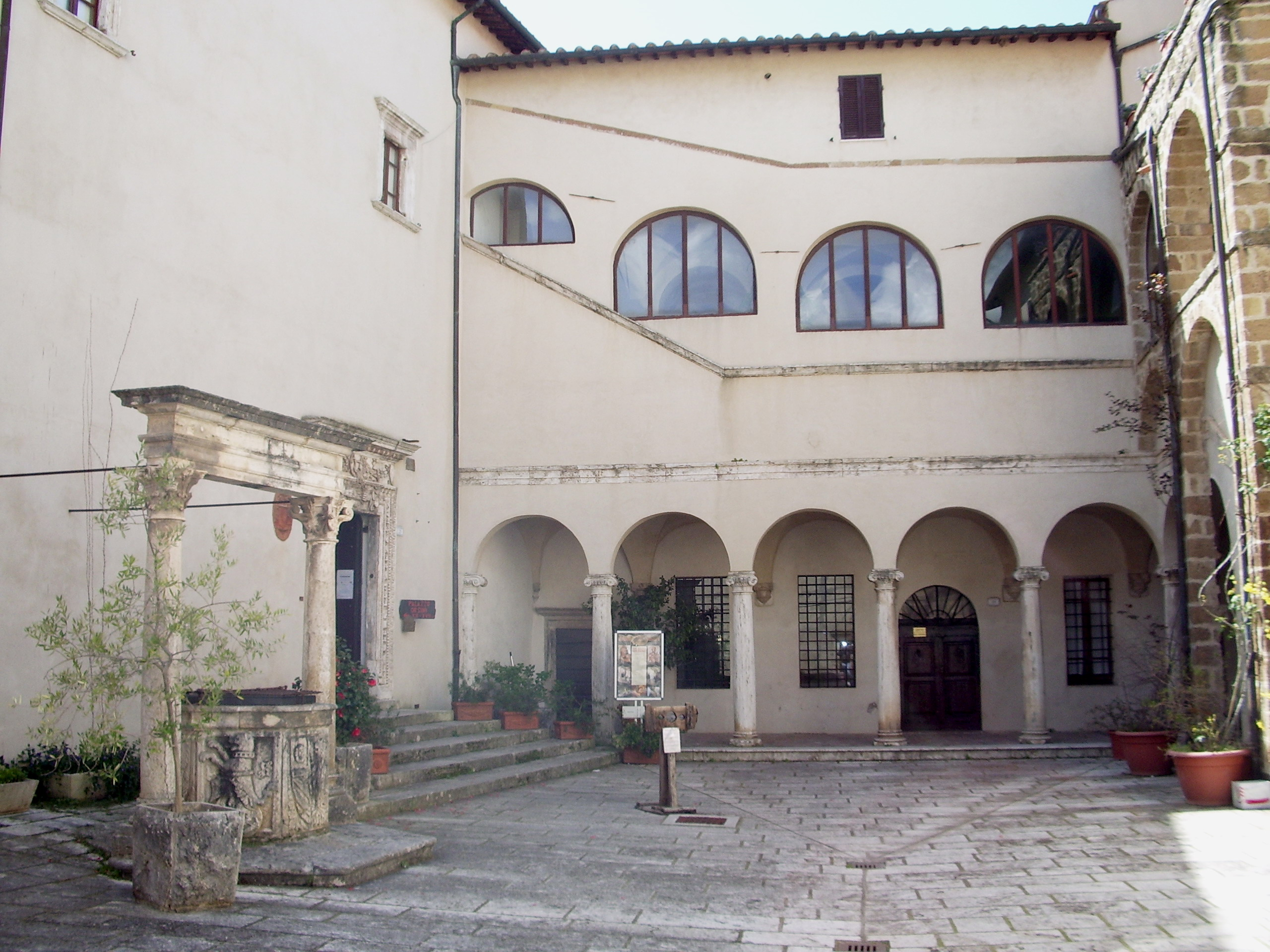
Cortile interno di Palazzo Orsini

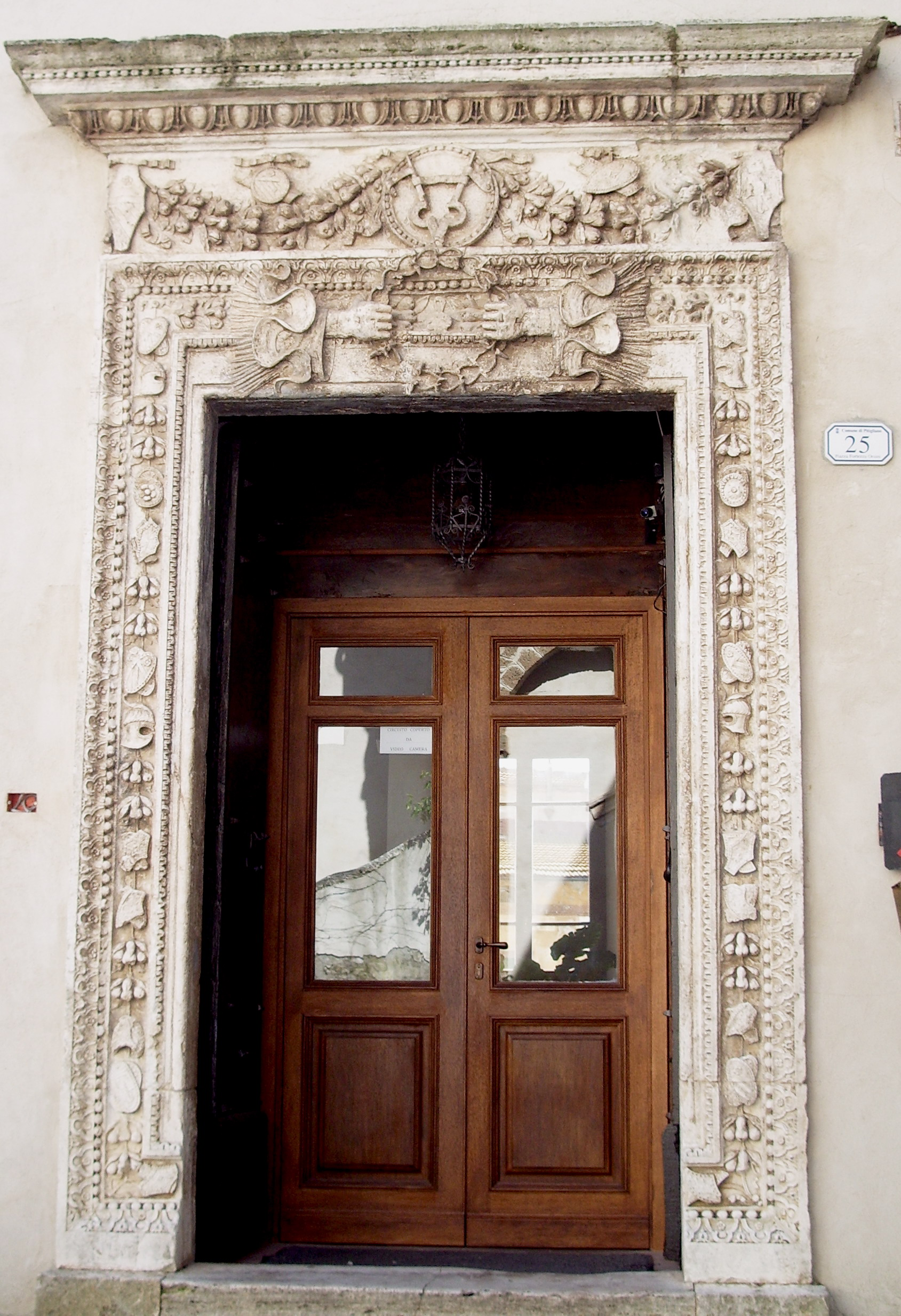
Particolare del portale principale sulla facciata interna

Palazzo Orsini è un castello nel centro storico di Pitigliano.

## Storia
Il complesso sorse come antico convento religioso, quasi certamente tra l'XI e il XII secolo.
Acquistato dagli Aldobrandeschi, fu trasformato in rocca a metà del Duecento, e divenne la loro residenza, nonché sede istituzionale, di Pitigliano. La permanenza del potere degli Aldobrandeschi fu, però, relativamente breve, in quanto l'intera Contea di Sovana fu ereditata nel 1293 dagli Orsini, a seguito del matrimonio tra Romano Orsini e Anastasia di Montfort, figlia di Margherita Aldobrandeschi, ultima erede di quel ramo familiare.
Dalla fine del Duecento in poi, iniziò pertanto il dominio degli Orsini che si protrasse quasi ininterrottamente fino al 1608, anno in cui ci fu la definitiva caduta politica della Contea degli Orsini e l'annessione di questi territori al Granducato di Toscana.
Proprio gli Orsini, incaricarono Antonio da Sangallo il Giovane per effettuare una serie di interventi di ristrutturazione che, oltre a fortificare ulteriormente le strutture preesistenti, diede un'impronta di eleganza all'intero complesso, introducendo i caratteristici elementi stilistici rinascimentali. Altri interventi erano stati effettuati, a suo tempo, anche da Baldassarre Peruzzi.

## Descrizione

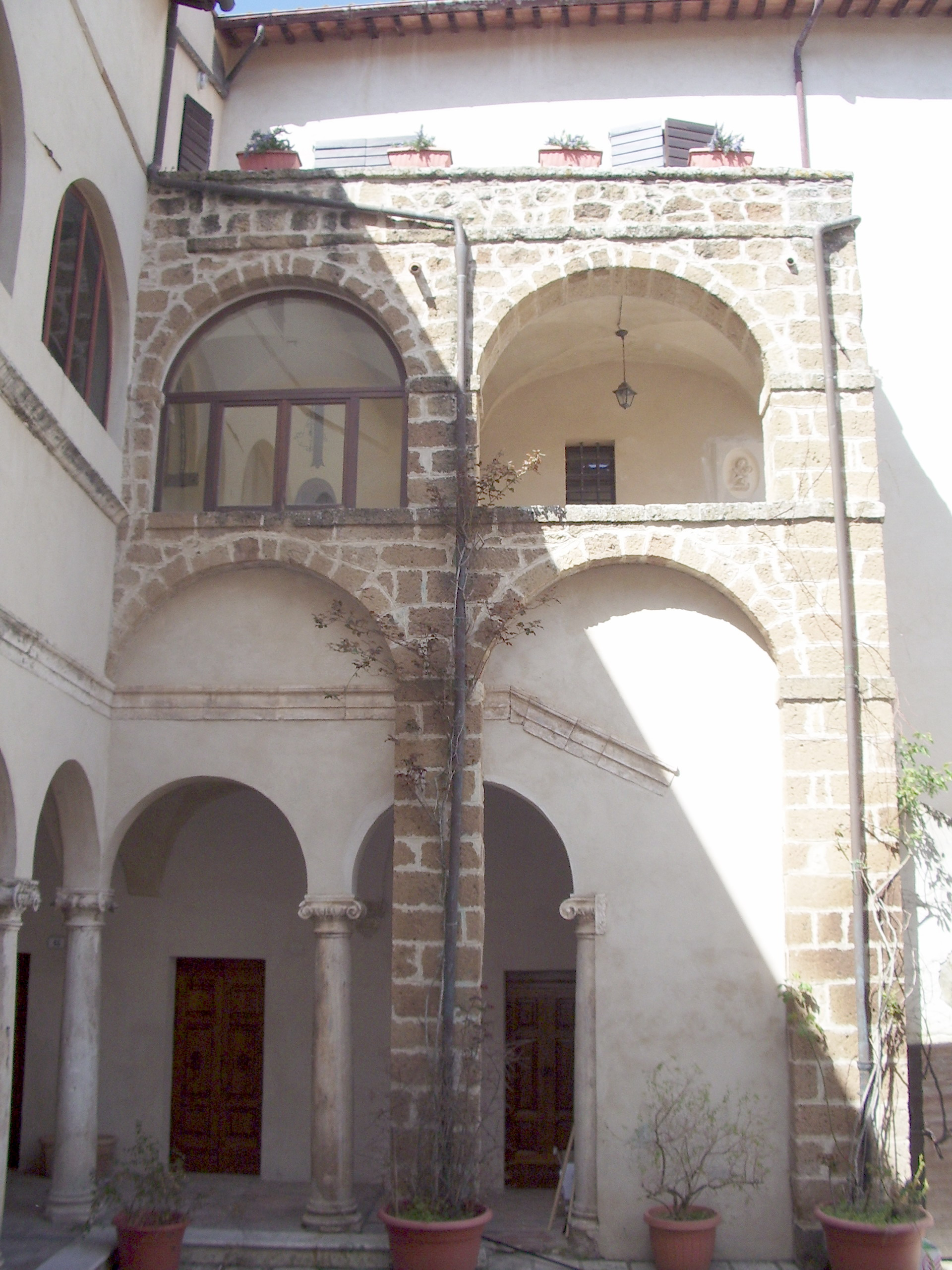
Loggiati delle facciate interne

Il complesso di Palazzo Orsini è costituito da un cassero, due torri e un torrione, con strutture murarie esterne prevalentemente rivestite in intonaco e alcuni tratti in conci di tufo; le parti sommitali presentano merlature.
L'ingresso avviene attraverso una prima rampa che conduce ad un portale ad arco tondo, oltre il quale un'altra breve rampa dà accesso al cortile interno, dove è collocato il caratteristico pozzo-cisterna in stile rinascimentale, a cui risulta coevo il loggiato che vi si affaccia su un lato, con arcate tonde poggianti su colonne con capitelli ionici.
Dal cortile, una breve gradinata conduce al portale d'ingresso del palazzo, architravato, al cui interno è ospitato il Museo diocesano d'arte sacra; sul lato opposto, un'altra scalinata conduce all'entrata del Museo archeologico.